# 田村宗顕 (一関藩主)
田村 宗顕（たむら むねあき）は、江戸時代中期から後期にかけての大名。陸奥国一関藩の第6代藩主。官位は従五位下・右京大夫、左京大夫。

## 生涯
天明4年（1784年）5月2日、陸奥仙台藩重臣・中村村由の次男として誕生した。幼名は紀三郎。父・村由は第6代藩主・伊達宗村の八男で、天明6年（1786年）に近江国堅田藩主・堀田正富の養子として迎えられ、堀田正敦となる。その際、紀三郎は仙台藩に残されている。
寛政5年12月16日（1793年）、父の従弟で既に男子2人を亡くしていた陸奥一関藩主・田村村資の養嗣子に迎えられ、田村敬顕（たかあき）と名乗る。寛政10年（1798年）4月27日、村資の隠居に伴い家督を相続し、文化3年（1802年）、村資の娘・おかねと婚儀を挙げる。文化9年（1808年）7月11日、宗顕に改名。
宗顕の代には連年の凶作で藩財政が極度に悪化し、幕命による蝦夷地警備も財政悪化により行えなかったほどであった。
文政10年（1827年）11月8日、一関にて死去。享年44。養父・村資は隠居後に男子（田村顕彰）を儲けていたが、家督は宗顕の子の邦顕が継いだ。

## 系譜
父母
- 中村村由（堀田正敦）（実父）
- 木村氏 - 側室（実母）
- 田村村資（養父）

正室
- おかね（宣寿院） - 田村村資の娘

側室
- 縫（慧明院） - 鈴木氏

子女
- 田村邦顕（次男） 生母は宣寿院
- 田村邦行（四男） 生母は慧明院
- 鈴木顕泰